# Штолько, Валентин Григорьевич
Валентин Григо́рьевич Штолько́ (14 ноября 1931, Окнина, Джулинский район — 23 января 2020, Киев) — советский и украинский архитектор. Народный архитектор Украины (1998).

## Биография
Родился 14 ноября 1931 года в селе Окнина.
Президент Академии архитектуры Украины. Входит в комиссию по воспроизведения достопримечательностей истории и культуры при Президенте Украины. Работает в проектной организации ООО «Академия архитектуры».
Умер 23 января 2020 года в Киеве. Похоронен на Байковом кладбище, 33 участок.

## Проекты
- улица Верхний Вал, 16;
- Памятный знак в честь 1000-летия Лубен;
- Мемориал «Жертвам фашизма»;
- отель «Тарасова гора» в Каневе (1962);
- отель «Турист» в Черкассах (1967);
- гостиница «Градецкая» в Чернигове (1980);
- Подольский крытый рынок и Легкоатлетический манеж в Киеве (1980);
- Крытый рынок в Черновцах (1981;
- Павильон «Украина» на международном фестивале молодёжи в Москве (1982);
- отель «Спортивный» в Киеве (1986;
- жилой район Прибережный в Белой Церкви (1989);
- Памятник Жертвам фашизма в Прилуках (1978);
- Монумент тысячелетия Лубен (1988).

## Награды
- Орден «За заслуги» III степени (1 июля 2004)[2];
- Народный архитектор Украины (29 июня 1998)[3];
- Заслуженный архитектор Украинской ССР (30 сентября 1982)[4];
- Государственная премия Украины в области архитектуры (27 июня 2007)[5];
- Государственная премия УССР имени Т. Г. Шевченко (1984) — за архитектуру гостиничного комплекса «Градецкий» в Чернигове;
- Государственная премия УССР в области науки и техники (1983);
- Лауреат XII Всеукраинского фестиваля «Архитектура и дизайн 2012» (2012)[6].

## Членства
- Член Международной академий архитектуры.
- Иностранный член РААСН[7].